# Sonja Welvaert
Sonja Welvaert (Gent, 5 maart 1957) is een Belgisch politicus voor de marxistische politieke partij PVDA.
Sinds de gemeenteraadsverkiezingen van oktober 2018 zetelde ze in de Gentse gemeenteraad. Eerder kwam ze op bij de lokale verkiezingen van 2012 en de federale verkiezingen van 2014. Bij de federale verkiezingen van mei 2019 stond ze op de 2e plaats in de kieskring Oost-Vlaanderen, waar partijgenoot Tom De Meester voor het eerst een zetel won. Ze stond op de 3e plaats bij de federale verkiezingen van juni 2024. Na de gemeenteraadsverkiezingen van 2024 zwaaide Welvaert af als gemeenteraadslid en kwam Julie Steendam in haar plaats in de Gentse gemeenteraad.
Welvaert is gepensioneerd en werkte voordien als ambtenaar bij de FOD Financiën. Ze is lid van de ACOD. Ze woont in Mariakerke.